# Вовчухівська операція

Генеральний Штаб УГА, Ходорів, лютий 1919

Вовчухівська операція (Вовчухівська офензива) — наступальна воєнна операція Української Галицької армії в лютому 1919 року під час польсько-української війни (1918—1919).

## Передмова
Після двох невдалих спроб наприкінці грудня 1918  — січня 1919 року оволодіти Львовом, командування УГА на початку лютого, завершивши реорганізацію частин, укомплектувавши їх командними кадрами і довівши реальну чисельність військ до 60 тисяч чоловік, вирішило провести третю операцію з визволення столиці Західноукраїнської Народної Республіки.

## Стратегія УГА
Стратегічний план Начальної Команди УГА (командант Михайло Омелянович-Павленко, начальник штабу Віктор Курманович) передбачав три етапи наступу:
- на першому — Третій Корпус УГА (командир полковник Григорій Коссак) мав оволодіти залізничною лінією Львів—Перемишль;
- на другому етапі — планувалося визволення Львова Другим Корпусом УГА (командир полковник Мирон Тарнавський);
- на завершальному етапі операції українські війська мали здобути Перемишль і вийти на лінію річки Сян.

Городоцька група полковника Серди мала до 2400 вояків, 40 скорострілів і 16 гармат. Група генерала Зелінського у Судовій Вишні — близько 4 тисяч вояків і 24 гармати. На городоцькому напрямку наступали частини 7-ї Львівської бригади отамана А.Бізанца — близько 2100 стрільців (5 куренів). На головному напрямі діяла група отамана Гофмана з 8-ї Самбірської бригади — 1100 багнетів і 15 гармат. Напередодні операції її посилено 1-м куренем УСС поручника О.Івановича, іншими підрозділами, відтак доведено до 2500, а в ході наступу до 3 тисяч.

## Перебіг початкової стадії операції
Польський розвідці вдалося дістати інформацію про план галичан і вивідати напрям головного удару. Тому генерал Розвадовський встиг посилити свої сили у Судовій-Вишні та Городку. Запеклі бої розгорілись на всіх ділянках фронту. З метою посилення на початку лютого з Києва до Східної Галичини прибули два гарматні полки січових стрільців із Осадного корпусу полковника Є.Коновальця під командуванням галицьких сотників В.Зарницького і Я.Бутрима.
Вовчухівська операція розпочалась 16 лютого 1919 року обстрілом польських передових позицій по лінії Судова Вишня — Городок і у Львові. 19 лютого 1919 року армійські групи «Ширець», «Рудки», Яворівська група перейшли в наступ під Бондарівкою, Малим Любінем, Дубовою Долиною і Вовчухами. Долаючи запеклий опір противника, сотні Львівської бригади Альфреда Бізанца та Перший Корпус УГА вийшли впритул до залізниці Львів—Перемишль.
Особливо впертий опір зустріли курені 7-ї Львівської бригади А.Бізанца під Любенем Великим. На лівому фланзі курінь О.Станіміра з частиною групи К.Гофмана вдалося просунутися вперед і зайняти Вовчухи та Бар. Курені Карла Гофмана, наступаючи на Судову Вишню, зайняли Довгомостиську, Дмитровичі, Стоянці. Яворівська група 1-го корпусу натиском з півночі зруйнувала залізничну колію біля села Заріччя, західніше Судової Вишні. Янівська група захопила село Гартфельд. Частини 2 корпусу полковника Тарнавського зайняли Збоїська, дійшли до Лисинич, оточили Богданівку західніше Львова. Оперуючи на лініях Львів-Стрий та Львів-Самбір, панцерний потяг «Ч. 2» виявився у смузі найактивніших бойових дій. Він часто підтримував бойові акції українських військ. 17 лютого «Люся» брала участь у бою, яким започатковано Вовчухівську операцію, а 26 лютого атакувала станцію Лапаївку.
Галицькі артилерійські батареї з Винників, Дублян, Лисиничів безперервно обстрілювали ворожі позиції. З виходом 18 лютого війська силами 3 і 1-го корпусів на залізницю, перервався залізничний і телефонний зв'язок поляків між Львовом і Перемишлем; частини Львівського гарнізону і польське населення охопила паніка. Польське командування кинуло на оборону Львова групу генерала Вацлава Івашкевича числом до 5000. В район боїв прибула група полковника Генріха Мінкевича — понад 5000 вояків.
Отримавши значне підкріплення, вечором 19 лютого поляки почали контрнаступ. Ударом з Городка вздовж залізничної колії на захід вони відбили Вовчухи і Бар; контратакували з Судової Вишні і зайняли Довгомостиську. 20 лютого, розвиваючи успіх, вони завдали удару з Вовчухів на Долиняни і Добряни. Але бригади Станіміра і О.Івановича зупинили і відкинули їх. 21-23 лютого частини Третього корпусу відбили атаки поляків і закріпились на лінії Довгомостиська—Милятин—Бар, Вовчухи-Долиняни, Стаділки—Угерці.
Героями українського контрнаступу під Вовчухами, були Курінь смерті УСС під командою поручника О. Івановича й Окремий Гуцульський Пробоєвий курінь поручника Гриця Голинського. Вояки УГА тоді полонили 350 польських вояків, 22 кулемети, 6 гармат, 2 міномети, польову лічницю з цілим улаштуванням і аптекою та багато іншого воєнного майна. Втрати Гуцульського куреня були: кільканадцять убитих і 76 ранених.

## Втручання Антанти
Таким чином, перша частина оперативного плану, яка передбачала оточення Львова, була практично виконана. Проте цей успішний початок операції був зупинений на вимогу Найвищої Ради держав Антанти, яка вислала до Львова місію на чолі з генералом Бертелемі для переговорів з урядом ЗО УНР. Члени цієї делегації почали вимагати від командування УГА припинити наступ і укласти перемир'я на фронті.
Кінцем березня наступальні операції Червоної армії розкололи армію УНР і змусили Південну групу перейти до Румунії, а Північну відступити на Волинь; протягом короткого часу більшовики зайняли Коростень, Житомир, Бердичев, Проскурів, Гусятин, Новоград-Волинський, Одесу. В таких обставинах Антанта побоювалась, що ЗОУНР може піти на союз з радянською Україною.
Ще 19 лютого штаб УГА отримав телеграму Вищої Ради з вимагою припинити вогонь у районі залізниці та пропустити до Львова антантівську місію генерала Бартелемі. Начальна Команда відмовилась це зробити; але за наказом президента Петрушевича, що продовжував вірити в шляхетність Антанти, місію пропустили, а під її прикриттям — 14 тисяч карабінів з амуніцією. 22 лютого місія Антанти прибула до Ходорова, де розпочалися переговори; зі сторони Антанти — від Франції генерал Бартелемі, Англії — генерал Картон, США — професор Лорд, Італії — майор Стабіле.
В ході перемовин аліянти подали пропозицію, за якою до Польщі відходили Львів, Дрогобицько-Бориславський нафтовий басейн. Українська сторона погоджувалася на демаркаційну лінію лише по Сяну. 21 лютого Бартелемі у Львові отримує лист від Омеляновича-Павленка з вимогою проведення демаркаційної лінії по річці Сян без припинення вогню на час перемовин. В тому часі до представників ЗУНР прибув Симон Петлюра, який пропонував, скріпивши серце, погодитися на умови поляків. Перед від"їздом генерал Бартелемі попередив українців, що вони ще пошкодують, бо в швидкому часі матимуть справу з армією Галлера, котра в тому часі формувалася у Франції та готувалася до переїзду.
Виступаючи за справедливе і мирне вирішення конфлікту, українська сторона погодилась на укладення перемир'я, яке набуло чинності 25 лютого 1919 року. Однак місія генерала Бертелемі зажадала в ультимативній формі встановлення демаркаційної лінії між сторонами, взявши за основу лінію Бертелемі. 28 лютого 1919 року делегація ЗО УНР відкинула ганебні умови перемир'я, запропоновані місією країн Антанти.

## Поновлення бойових дій
Кінцем лютого — початком березня штаб армії під орудою В. Курмановича підготував мапу другої частини Вовчухівської операції. Військовики були незадоволені перервою в наступі, бо це давало змогу польським силам зміцнитися та перегрупуватися — по доповіді розвідки, це відбулося перед позиціями 3-го корпусу в районах Судової Вишні та Городка.
З 2 березня воєнні дії на українсько-польському фронті відновилися. 6 березня у штабі 3 Галицького корпусу в селі Гошали полковник Г.Коссак провів нараду, взяли участь усі командири бригад, груп і куренів, залучених ув операції, зокрема, підполковник А.Кравс, отамани О.Букшований, А.Бізанц, К.Гофман, К.Шлюсер, сотники З.Носковський, О.Станімир, А.Ліськевич. Начальник штабу зачитав наказ — створено три групи: «Городок» (2 курені, командир О.Станімір), «Вовчухи»(3 курені, командир О.Букшований), «Судова Вишня»(5 куренів, Антін Ліськевич) і резерву — курінь Г.Голинського. Командування операцією на підполковнику А.Кравсу. План передбачав: окремий загін Голинського прориває польську оборону в районі Вовчухи—Родатичі; одразу ж у прорив йде група «Вовчухи» і, з"єднавшись з Янівською групою, завдає удару на Городок із заходу й півночі; група «Городок» наступає на місто з півдня; група «Судова Вишня» прикриває лівий фланг війська з ціллю відбити можливий контрнаступ. Початок операції призначено на п'яту ранку. Для дезінформації почався масовий обстріл Львова. За повідомленням самих поляків, гармати УГА обстрілювали залізницю у Львові, казарми на околиці Замку, Личаків, Снопків, Міські Пасіки. Обстрілу піддались польські позиції під Львовом у Кривчицях, Скнилові, Персенківці, Кульпаркові, сили українців підійшли під Зимну Воду, Врочів, Бартатів. Ще 5 березня у Львові висаджено у повітря великі склади зброї.
7 березня 1919 року українські війська продовжили розпочатий в середині лютого наступ. В ході кровопролитних боїв українські підрозділи розгромили групу генерала Бекера в районі Вовчухів, що відкрило шлях на окупований поляками Перемишль. Отаман Шухевич у спогадах писав, що розвідники принесли вісті про страшну паніку у Львові. Перший поривом було використати сприятливий час для атаки. Звернувся до командира корпусу, але Тарнавський заборонив йому та іншим командирам ризикувати. Згодом польські військові історики зауважували, що у березні галичани двічі могли повернути свою столицю: у ніч на шосте і в часі апогею Вовчухівської операції.
З головним наступом поляки знову випередили українців. Вчергове дізнавшись плани командування УГА, поляки 7 березня після артилерійської підготовки перейшли у наступ. Група В.Фари завдала удару з району Черлян у напрямі Угерець на фронті групи «Городок». Група Ю.Бекера наступала на Долиняни та Бар, але випад поляків вийшов українцям до добра. Зупинивши передові частини, вони почали їх громити. Після бою оволоділи втраченими позиціями і зайняли Вовчухи, Родатичі, Бар і Довгомостиська. 8 березня бригада УСС здобула Братковичі. Виснажливі бої вела група «Городок» між Городком і Черлянами, група Ліськевича між Родатичами і Судовою Вишнею. Яворівська бригада 1-го корпусу зайняла Бортатин і Годиню, група «Крукеничі» діяла в районі Медики; повністю було зруйновано залізничну колію від Городка до Княжого Мосту.
Однак, в цій ситуації, Начальна Команда УГА припустилася тактичної помилки: замість того, щоб розширити пролом у польській обороні і продовжити наступ, командування УГА наказало розгорнути бойові дії у напрямі на Городок і далі на Львів. 9-11 березня 1919 року значні сили українських військ вели тяжкі бої за Городок. Між 9 і 11 березня всі частини УГА кинуті на здобуття Городка. УСС і Янівська група здобули Гартфельд, Галичани, Речичани. Група «Городок» зайняла передмістя Городка, Поріччя Любінське і Черляни.
Поляки розуміли своє катастрофічне становище і кидались, намагаючись його виправити. Щоб відтягнути українські сили з-під Судової Вишні і Городка, польське командування наказала Ромерові вдарити на Жовкву. Це відбулося 9 березня, однак польська атака на частини 6-ї Равської бригади не досягла успіху, поляків відкинуто. Ромер оголосив, що рятування Львова не має успіху, та порадив генералу Розвадовському залишити Львів і пробиватись до Перемишля, той відповів, що скоріше загине, ніж покине місто.

## Польський контрнаступ
В цей час польське командування, яке, порушуючи умови лютневого перемир'я, стягнуло в район бойових дій значні підкріплення (група генерала Александровича), зосередило велику ударну групу в районі Судової Вишні. 9 березня польські добровольці рушили до збірних пунктів в Малопольщі, для подальшого відправлення на фронт з УГА. 15 березня поляки розпочали контрнаступ. Виснажені місячними наступальними боями українські війська змушені були відступати.
З чеського фронту перекинуто групу генерала Александровича в 3.000 багнетів — 4 курені і 1 батарея. Командування УГА не вповні оцінило ситуацію і продовжувало кидати частини на штурм добре укріпленого Городка та через нього на Львів. Це губило час і знекровлювало військо; тоді отаман Кравс запропонував сміливий і несподіваний план: замість прямої атаки Львова повернути всі частини на Судову Вишню і, об'єднавшись із групами «Хирів» та «Крукеничі», у складі п'яти з половиною куренів піхоти і 6 батарей завдати полякам остаточного удару й відкрити шлях на Перемишль. Тоді польські частини в Городку і Львові опинилися б у «мішку». Проте цей план відмовився виконувати комендант ІІІ корпусу Г.Коссак, а Начальна Команда не наполягала; амбіції переважили здоровий глузд.
Група Александровича почала наступ з Судової Вишні, 16 березня здобула Кути, Діброву і Довгомостиська. Це послабило натиск УГА на Городок; хоч зосередження великих сил у Судовій Вишні розвідники сотника Ліськевича виявили вчасно і негайно повідомили командування корпусу. Полковник Кравс, зрозумівши небезпеку, що загрожувала його 8-й Самбірській бригаді всьому фронту, звернувся до командира корпусу, щоб припинити бої за Городок і перекинути всі можливі сили йому на допомогу, пропозицію зігнорували. Це спричинило до відставки Кравса зі своїх постів. В результаті відтинок фронту був значно послаблений фізично та морально; частини ІІІ корпусу почали самовільний відступ, відкриваючи тили інших корпусів, що спричинило до загального відступу УГА; поляки перейшли в наступ по всьому фронту. 17 березня полковник Коссак з дозволу Начальної Команди припинив атаки Городка і почав перекидати курені під Судову Вишню, але було надто пізно. 18 березня польські з'єднання завершили операцію з деблокування Львова. Поляки, отримавши підсилення — групу Д.Котаржевського з Познані — 5 куренів піхоти та 4 гарматні батареї — тиснуть сили УГА, в якої не було резерву. На третій день наступу польська перемишльська група злучилася з залогою в Судовій Вишні під командуванням генерала Івашкевича — призначено командувачем польським фронтом у Східній Галичині — просунулася майже на 10 кілометрів на схід від Судової Вишні. 19 березня сили Івашкевича атакували ліве крило Вовчухівської групи і завдали їй поразки та розблокували Городок. Залізничний шлях між Львовом і Перемишлем знов опинився в руках польських військ. Поляки захопили Яворів, пізніше Янів та Магерів. Після боїв у дуже несприятливих обставинах частини Долуда відійшли на нову лінію фронту по річці Верешиця — Магерів. Новим комендантом ІІІ-го корпусу призначено генерала Кравса, це вже не вплинуло на ситуацію, на всьому відтинку від Городка — Любіня до словацького кордону поляки перейшли у масовий наступ, зупинити їх не було чим. Призначення нового начальника Генеральної булави ІІ корпусу Альфреда Шаманека, блискучого знавця теорії. І дійсно, стратегування операцій проводилося по кільканадцять годин, з усіма обрахунками і рекогносцировкою на місцевості, однак не направили справи — час був згаяний. 26-27 березня українські частини залишили Краківець, 28 березня поляки зайняли Брюховичі і Бірки.

## Підсумок
Вовчухівська операція УГА, через несприятливі зовнішньополітичні обставини і прорахунки командування, яке не використало сприятливих умов для розгрому ворога, попри проявлений героїзм стрільців і старшин, завершилася невдачею — на вимогу Найвищої ради країн Антанти просування частин ГА було зупинено.
Антанта допомогла Польщі не тільки зброєю, а й волонтерами — найперше, летунами зі США та Франції; відкомандирувала весь штаб армії на чолі з маршалом Франції Фошем, сформувала, вишколила та озброїла 80 000 копус генерал Галлера.
Невеликим втішенням були здобутки, зокрема, Гуцульського куреня — при втратах кільканадцять вбитих та 76 поранених вони спромоглися полонити 350 польських вояків, здобути в бою 22 кулемети, 6 гармат, 2 міномети, польову лічницю з цілим улаштуванням і аптекою, та багато іншого воєнного майна.